# IC 2480
IC 2480 је лентикуларна галаксија у сазвјежђу Лав која се налази на листи објеката дубоког неба у Индекс каталогу.
Деклинација објекта је + 29° 42' 23" а ректасцензија 9h 28m 17,8s. Привидна величина (магнитуда) објекта IC 2480 износи 14,5 а фотографска магнитуда 15,4. IC 2480 је још познат и под ознакама CGCG 151-94, CGCG 152-13, NPM1G +29.0166, PGC 26883.